# Flaggen und Wappen der Länder der Bundesrepublik Deutschland
Diese Liste zeigt die Flaggen und Wappen der Länder der Bundesrepublik Deutschland.
Die 16 deutschen Länder führen alle eigene Wappen und Flaggen, meist in mehreren Versionen, die alle auf historische Vorbilder zurückgreifen.

## Liste
| Lage | Kleines Wappen | (Mittleres) Wappen | Großes Wappen | Landesflagge            | Dienstflagge                 | Bundesland             | Weiterführende Artikel                                                                                   |
| ---- | -------------- | ------------------ | ------------- | ----------------------- | ---------------------------- | ---------------------- | --- |
|      |                |                    |               |                         | kleines Wappen großes Wappen | Baden-Württemberg      | Wappen Baden-Württembergs Flagge Baden-Württembergs Staufer im Herzogtum Schwaben                        |
|      |                |                    |               | Streifenform Rautenform | Streifenform Rautenform      | Bayern                 | Bayerisches Staatswappen Staatsflagge Bayerns                                                            |
|      |                |                    |               |                         |                              | Berlin                 | Wappen Berlins Flagge Berlins Berliner Bär                                                               |
|      |                |                    |               |                         |                              | Brandenburg            | Brandenburg#Wappen und Flagge Flagge Brandenburgs Brandenburgischer Adler                                |
|      |                |                    |               |                         |                              | Bremen                 | Bremer Wappen Flagge Bremens Schlüssel Petri                                                             |
|      |                |                    |               |                         |                              | Hamburg                | Landeswappen Hamburgs Hamburg#Hoheitszeichen                                                             |
|      |                |                    |               |                         |                              | Hessen                 | Landeswappen Hessens Bunter Löwe                                                                         |
|      |                |                    |               |                         |                              | Mecklenburg-Vorpommern | Wappen Mecklenburg-Vorpommerns Flagge Mecklenburg-Vorpommerns Pommerscher Greif Mecklenburger Bulle      |
|      |                |                    |               |                         | nur zur See                  | Niedersachsen          | Flagge Niedersachsens Sachsenross                                                                        |
|      |                |                    |               |                         |                              | Nordrhein-Westfalen    | Wappen Nordrhein-Westfalens Flagge Nordrhein-Westfalens Lippische Rose Rheinstrom Westfalenpferd         |
|      |                |                    |               |                         |                              | Rheinland-Pfalz        | Landeswappen von Rheinland-Pfalz Landesflagge von Rheinland-Pfalz Pfälzer Löwe Trierer Kreuz Mainzer Rad |
|      |                |                    |               |                         |                              | Saarland               | Landeswappen des Saarlandes Flagge des Saarlandes Grafschaft Saarbrücken Kurtrier Pfälzer Löwe           |
|      |                |                    |               |                         |                              | Sachsen                | Landeswappen Sachsens Rautenkranz (Heraldik)                                                             |
|      |                |                    |               |                         |                              | Sachsen-Anhalt         | Wappen Sachsen-Anhalts Preußischer Adler Bär für Anhalt                                                  |
|      |                |                    |               |                         |                              | Schleswig-Holstein     | Wappen Schleswig-Holsteins Flagge Schleswig-Holsteins Schleswigsche Löwen Nesselblatt                    |
|      |                |                    |               |                         |                              | Thüringen              | Thüringer Landeswappen Flagge Thüringens Bunter Löwe                                                     |